# Das Gesicht (Model-Wettbewerb)
Das Gesicht war ein deutschlandweiter Model-Contest, der 1989 von der Modelagentur „Berlin Models“ konzipiert wurde. Er diente vielen Teilnehmern als Sprungbrett für eine Karriere in der Model- und Medienbranche. Die erste Gewinnerin „Das Gesicht 90“ war Heike Ernst, eine 17-jährige Schülerin aus Mecklenburg-Vorpommern.
1989 hatte Joachim Zielesch den Model-Wettbewerb aus der Taufe gehoben.
Ab Mitte der 1990er Jahre geriet „Das Gesicht“ in die öffentliche Kritik, die Finalisten auszubeuten bei ihren Anstrengungen als Gewinner aus dem Wettbewerb hervorgehen zu wollen. Zielesch wehrte sich gegen die Vorwürfe. 1999 verkaufte Zielesch „Das Gesicht“ an die Deutsche Medien Fonds AG in Oldenburg. Der Verkauf wurde jedoch rückabgewickelt.
Das „Gesicht“ war „Europas größter Modelwettbewerb“.

## Ablauf
Nachwuchsmodels aus ganz Deutschland konnten sich um den Titel „Gesicht“ bewerben. Nach Regionalcastings unter anderem in Hamburg, Berlin, München und Dresden stellten sich die ausgewählten Bewerber im Finale in Berlin der Jury. Der Aufruf wurde über die Presse kommuniziert und es wurden zusätzlich Werbespots ausgestrahlt, die zum Wettbewerb aufriefen.
Anfangs gingen ca. 30.000, später angeblich bis zu 190.000 Bewerbungen pro Jahr ein. Die 30 Finalisten absolvierten in einer mehrwöchigen Vorbereitungsphase mit „Betreuern, Promi-Friseuren und Make-up-Spezialisten, Presse, TV- und Filmteams, Modeproduzenten, Fotografen und Sponsoren“ im Rahmen einer einwöchigen Reise erste Shootings, ehe jeweils eine Frau und ein Mann gekürt wurden.

## Wettbewerbe

### Das Gesicht 90
Bewerbungen: 3.000
Abschlussgala im Palast der Republik
Gewinner:
- Heike Ernst[5]

### Das Gesicht 91
Bewerbungen:
Abschlussgala am 21. April 1991 im Berliner Grand Hotel
Show: Olivier Lapidus
Jurypräsidentin:
Vivienne Westwood
Gewinner:
- Anja Pieper
- Oliver Bootz

### Das Gesicht 92
Bewerbungen: 34.000
Vorbereitung: einwöchige Kreuzfahrt mit Luxus-Segelschiff
Abschlussgala 14. November im Berliner Schauspielhaus
Show: Gianfranco Ferré
Prominente Gäste:
Gewinner:
- Anja Lauenstein[10]

- Sebastian Radke

prominente Filialisten: Jan Sosniok, Doreen Jacobi und Sandra Chudzinski

### Das Gesicht 93
Bewerbungen: 60.000
Vorbereitung: Shootings auf Mauritius
Abschlussgala 14. November in der Berliner Staatsoper
Jury: Detlev Buck, Ornella Muti, Petra Schürmann, Peter Sachs, Paul Young, Claude Montana
Prominente Gäste: Oberbürgermeister Eberhard Diepgen
Gewinner:
- Georgia Göttmann
- Tobias

Unter den Finalisten war Tanja Wenzel auf dem 3. Platz.

### Das Gesicht 94
Bewerbungen: 80.000
Vorbereitung:
Abschlussgala am 21. November 1994 in der Staatsoper Berlin
Thierry Mugler: Weltpremiere seiner Couture-Show
Prominente Gäste:
Jerry Hall (Mick Jaggers Ehefrau), Otto Kern (Jurymitglied), Dianne Brill, Eva Herman, Eberhard Diepgen (Berliner Bürgermeister), Joseph Hunter (CEO Elite Model Management), Andreas Wrede (Chef Max),
Gewinner:
- Christine Beutmann[14][15]

- Kevin Ibeka

### Das Gesicht 95
Bewerbungen:
Vorbereitung:
Abschlussgala am 5. November 1995 in der Staatsoper Berlin
Show: Laura Biagiotti
Franziska van Almsick stürzte nach ihrem Auftritt als Model in der Show von Laura Biagiotti in den Orchestergraben.
Prominente Gäste:
Tatjana Patitz, Oleta Adams, Twiggy, Stefan Raab, Anja Kling, Jörg Wontorra, Petra Schürmann, Kai Pflaume, Maren Gilzer, Marcus Schenkenberg, Marie Luise Marjan, Judy Winter, Andreas Elsholz, Mola Adebisi, Marusha, Fred Kogel, Fritz Egner, Gabriele Krone-Schmalz, Egon F. Freiheit, Anne Sophie Briest, Karen Mulder
Gewinner:
- Romy Richter
- Halük-Pehlul Kömürcü

### Das Gesicht 96
Bewerbungen: 192.000
Vorbereitung:
Abschlussgala 30. November 1996 in der Staatsoper Berlin
Show: Jean Paul Gaultier
Prominente Gäste: Romy Haag, Steffen Zesner, Franziska van Almsick, Eva Herman
Gewinner:
- Stefanie Lindner
- Sven-David Lehr

In Kooperation mit Hansa (Sony Music) erschien ein Musiksampler „Das Gesicht '96“ mit Künstlern wie Dr. Alban, SNAP! etc.

### Das Gesicht 97
Bewerbungen: 190.000
Vorbereitung: einwöchige Reise durch die Karibik auf der AIDA
Abschlussgala 29. November in der Staatsoper Berlin
Show: Mariuccia Mandelli (Krizia)
Prominente Gäste: Carla Bruni, Julia Valet, Karen Mulder, Heiner Lauterbach, Veronica Ferres, Jenny Elvers, Claude Oliver Rudolph
Gewinner:
- Sarah Kickuth
- Guido Frauenrath[22]

Am 2. Dezember 1997 wurde auf Sat1 die Harald Schmidt Show #349 ausgestrahlt, die „Das Gesicht '97“ hieß. In der Sendung war Sarah Kickuth zu Gast. Die Gewinner erhielten einen Audi für 30.000 Mark und ein Diamantencollier im Wert von 20.000 Mark sowie einen 30.000-Mark-Vertrag mit 3SUISSES.

### Das Gesicht 98
Bewerbungen: 15.000–170.000
Vorbereitung: Shootings auf Kuba
Gewinner:
- Sandra Treydte
- Tim Lachenmaier